# Superliga 2 Masculina de Voleibol de España 2021-22
La Superliga 2 Masculina de Voleibol de España 2021-22 (también conocida como SVM 2 o Superliga 2) es la segunda máxima categoría del voleibol español. Consta de dos fases: la liga regular que se compone de tres grupos (A, B y C) de 11 equipos cada uno, y la fase final que enfrenta a los mejores de los grupos. El torneo lo organiza la Real Federación Española de Voleibol (RFEVb).

## Equipos

### Grupo A
| Club                          | Sede              | Comunidad autónoma | Pabellón                             |
| ----------------------------- | ----------------- | ------------------ | ------------------------------------ |
| Extremadura Cáceres PH        | Cáceres           | Extremadura        | Pabellón Multiusos Ciudad de Cáceres |
| CV Almendralejo Extremadura   | Almendralejo      | Extremadura        | Pabellón San Roque                   |
| CD Badajoz Extremadura        | Badajoz           | Extremadura        | Las Palmeras                         |
| Club Vigo Voleibol            | Vigo              | Galicia            | Polideportivo Municipal de Coia      |
| CyL Palencia 2020             | Palencia          | Castilla y León    | Campo de la Juventud                 |
| Voleibol Dumbría              | Dumbria           | Galicia            | O Conco                              |
| Extremadura Grupo Laura Otero | Miajadas          | Extremadura        | Pabellón Municipal de Miajadas       |
| Sanaya Libby´s La Laguna      | Tenerife          | Tenerife           | CD Montañas de Taco                  |
| Club Voleibol Utrera          | Utrera            | Andalucía          | PM Vistalegre                        |
| CDV Textil Santanderina       | Cabezón de la Sal | Cantabria          | Pabellón Municipal Cabezón de la Sal |

### Grupo B
| Club                        | Sede                   | Comunidad autónoma   | Pabellón                           |
| --------------------------- | ---------------------- | -------------------- | ---------------------------------- |
| Arona Intersport            | Santa Cruz de Tenerife | Islas Canarias       | Jesús Domínguez Grillo             |
| Servigroup Benidorm         | Benidorm               | Comunidad Valenciana | Pabellón Raúl Mesa                 |
| Cisneros Alter              | La Laguna              | Islas Canarias       | Colegio Cisneros Alter             |
| CV Collado Villalba         | Collado Villalba       | Madrid               | Kike Blás                          |
| CV Pizarra                  | Pizarra                | Andalucía            | Dani Pacheco                       |
| Club Voleibol Leganés       | Leganés                | Madrid               | Emilia Pardo Bazán                 |
| Michelin Mintonette Almería | Almería                | Andalucía            | Palacio Juegos del Mediterráneo    |
| Grupo Egido Pinto           | Pinto                  | Madrid               | Príncipes de Asturias              |
| Sedka Novias Villena Petrer | Petrel                 | Comunidad Valenciana | Pabellón Gedeón e Isaías Guardiola |
| Club Voleibol Almoradí      | Almoradí               | Comunidad Valenciana | Pabellón Mayte Andreu              |
| VP Madrid                   | Madrid                 | Madrid               | CDM Entrevías                      |

### Grupo C
| Club                        | Sede                  | Comunidad autónoma   | Pabellón                                   |
| --------------------------- | --------------------- | -------------------- | ------------------------------------------ |
| Barça Voleibol              | Barcelona             | Cataluña             | Pabellón La Salle Bonanova                 |
| Club Voleibol Torredembarra | Torredembarra         | Cataluña             | Pavelló Sant Jordí                         |
| CV San Roque Batán          | Las Palmas            | Islas Canarias       | Polideportivo Municipal El Batán           |
| Familycash Xátiva Voleibol  | Játiva                | Comunidad Valenciana | Pabellón Municipal de Játiva               |
| CV Mediterráneo Castellón   | Castellón             | Comunidad Valenciana | Pabellón Pablo Herrera                     |
| Refoart Volei Muro          | Muro                  | Islas Baleares       | Poliesportiu Muro                          |
| CV Roquetes                 | Roquetes              | Cataluña             | Poliesportiu Municipal de Roquetes         |
| CN Sabadell                 | Sabadell              | Barcelona            | Pavelló 3                                  |
| CV Sayre                    | Las Palmas            | Islas Canarias       | Carlos García San Román                    |
| Tarragona SPSP              | Tarragona             | Cataluña             | Pabellón Municipal de Sant Pere i Sant Pau |
| UBE L,Illa Grau             | Castellón de la Plana | Comunidad Valenciana | Ciutat Esportiva                           |